# Медноногов, Вячеслав Сергеевич
Вячесла́в Серге́евич Медноно́гов aka Copper Feet (род. 12 мая 1970) — российский разработчик компьютерных игр, геймдизайнер. В 1990-х разработал ряд известных компьютерных игр на платформе ZX Spectrum: «Дурак», «Game Box», «Видеоспорт», «Танкодром», ремейков популярных игр IBM PC: «НЛО: Враг Неизвестен», «Чёрный Ворон».

## Биография
Родился 12 мая 1970 года.
Служил в Венгрии.
Первый «Spectrum-48» собрал в 1990-м году
Первые игры писал вместе с братом Алексеем.

## Разработанные игры
| Игра                    | Дата выхода  | Жанр                                  | Примечания                                               |
| ----------------------- | ------------ | ------------------------------------- | -------------------------------------------------------- |
| «Подкидной дурак»       | 1991         | Карточная                             |                                                          |
| Game Box                | 1991         | Сборник игр, головоломка              |                                                          |
| «Видеоспорт»            | 1991         | аркада                                |                                                          |
| «Танкодром»             | март 1992    | Тактическое сражение                  |                                                          |
| «Приключения Буратино»  | февраль 1993 | Графический квест                     |                                                          |
| «Дурак 2»               | 1994         | Карточная                             |                                                          |
| «НЛО: Враг Неизвестен»  | 1995         | Тактика в реальном времени, стратегия | Неавторизованный демейк игры X-COM: UFO Defense          |
| «НЛО-2: Дьяволы Бездны» | 1996         | Пошаговая тактика                     | Неавторизованный демейк игры X-COM: Terror From The Deep |
| «Чёрный Ворон»          | 1997         | Стратегия в реальном времени          |                                                          |
| «Чёрный Ворон 2»        |              | Стратегия, незавершённый проект       |                                                          |

Исходный код к играм «НЛО: Враг Неизвестен», «НЛО-2: Дьяволы Бездны», «Чёрный Ворон» и «Чёрный Ворон 2» опубликованы на сайте Open Source ZX.
8 января 1998 года в журнале Nicron Вячеслав и Алексей Медноноговы объявили, что их программы (в том числе игровые) «Дурак», «Приключения Буратино», «Азбука-1», «Азбука-2», «Арифметика», «Рисование», «ВидеоСпорт», GameBox, «Технический англо-русский словарь», «HЛО. Враг неизвестен», «HЛО-2. Дьяволы бездны» являются свободно распространяемыми программными продуктами с 1 января 1998 года. Также в их отношении «разрешено коммерческое использование, изменение копирайтов, перевод сопровождающих текстов на другие языки, модификация кода и использование кусков кода в любых других программных продуктах, а также любое другое использование (если оно не противоречит законам Российской Федерации)». Аналогичные объявления были опубликованы в журналах RIP и Gorodok.

## Отзывы
Виктор Москалев (MAGIC SOFT): «Этот человек спас Спектрум — благодаря его играм Спекки не только жив, но и остался компьютером, на котором можно работать и зарабатывать деньги»